# Komîșînka, Simferopol
Komîșînka (în ucraineană Комишинка) este un sat în comuna Ciîstenke din raionul Simferopol, Republica Autonomă Crimeea, Ucraina.

## Demografie
Componența lingvistică a localității Komîșînka
     Ucraineană (39,88%)
     Tătară crimeeană (33,13%)
     Rusă (26,99%)
Conform recensământului din 2001, nu exista o limbă vorbită de majoritatea populației, aceasta fiind compusă din vorbitori de ucraineană (39,88%), tătară crimeeană (33,13%) și rusă (26,99%).